# D (乐队)
D以原Syndrome的樂團成員為中心集結而成的日本視覺系樂團。

## 解説
自結成以來一直沒有特定所屬的事務所，由成員及少數工作人員自己親自打理團內事務，2006年在自己的辦公室成立所属事務所GOD CHILD RECORDS。
2007年12月與Smile Company Ltd.簽約，在2008年正式成為主流身分出道。
為代表曲「Night-Ship"D"」及「Fanfare」訂製小旗，讓粉絲們能在LIVE中一起揮舞小旗。
在音楽方面，舉辦以LIVE為主的音楽雜誌，比起獨立的活動，也相當重視與其他樂團的聯繫互動。
2008年5月7日，是加入艾迴唱片後首次以主流樂團的身分登台。隨後也由avex trax發售主流後的第1張單曲「BIRTH」。

## 成員
- Vocal: ASAGI / 浅葱

（ex.→Balsamic→JE*REVIENS→Syndrome(浅葱)→D/胡蝶）
- Guitar: Ruiza / 涙沙

（ex.→関西ジャニーズJr→Distray→LAYBIAL(涙沙)→Syndrome→D）
（日语：るいざ/淚沙，1979年2月18日－），本名中浜庆幸，兵库县伊丹市出身的吉他手。主要是Matina所属视觉系乐团成员。高中时曾以本名活跃，之后加入关西小杰尼斯。2003年D结成，Ruiza成为该团吉他手一直活跃至今。爱称“ルイちゃん”（小泪）。
- Guitar: HIDE-ZOU / 英蔵

（ex.→Lapis→Clair de Lune→As'REAL→StoM→D/アイオロス）
- Bass: Tsunehito / 恒人

（ex.→Relude→ギブス→SCISSOR→D）
- Drums: HIROKI / 大城

（ex.→OVERTKER→未散プロジェクト→Aioria→S to M→D/アイオロス、MU:TATION）

## 原成員
- Guitar:SIN

與ASAGI,Ruiza參與Syndrome時期的活動。演奏技術評價很高、但組成之後不到半年就突然退出。
- Bass:レナ

原為廣島的地方性樂團成員，有參與D最初結成的時期。是免費贈送的單曲「Alice」之作曲者。但在2005年7月23日突然退出，目前去向不明。

## 歷史
2003
- 4月3日-秘密演唱會。
- 4月6日-於川崎CLUB CITTA'舉辦演唱會「SHOCK JAM #001」並宣布正式活動開始。
- 7月-SIN退出、Ruiza入院造成D的活動休止。開始徵求新的團員。"The Night of Children”暫時活動。
- 7月18日-Mini album「NEW BLOOD」發行。
- 8月2日-首次大型活動「Mad tea party」於高田馬場AREA展開。
- 9月27日-高田馬場AREA的演唱會~D復活。公開甄選中找到HIDE-ZOU成為正式成員。
- 11月27日-目黒鹿鳴館「Believe or not Believe」。

2004
- 1月7日-Mini album「Paradox」發行。
- 1月24日-高田馬場AREA「現実と非現実のParadox」
- 2月-參加「TOUR-2004 CANNONBALL vol.1」。
- 3月-參加「stylish wave CIRCUIT'04 春の嵐」。
- 5月5日-於渋谷O-WEST舉行一周年記念「夢なりし空中庭園」。
- 5月12日-Maxi single「夢なりし空中庭園」發售。
- 5月22日-札幌アビーロード「夢なりし空中庭園」。
- 11月-東名阪ONEMAN LIVE TOUR「繭月の棺」開始。各会場にてCD「繭月の棺」發售。
- 12月8日-Mini album「NEW BLOOD 〜second impact〜」發售。

2005
- 1月12日-Maxi single「真昼の声 〜Synchronicity〜」發售。
- 2月17日-渋谷O-EASTONEMAN「真昼の声 〜Synchronicity〜」開始。
- 4月6日-「真昼の声 〜Synchronicity〜」「NEW BLOOD 〜second impact〜」普通盤發售。
- 4月9日-2nd ANNIVERSARYONEMAN TOUR 2005「THE PHANTOM OF THE OPERA」開始。
- 5月21日-TOUR FINAL公演をLIQUID ROOM ebisu開始。
- 6月22日-單曲「闇より暗い慟哭のアカペラと薔薇より赤い情熱のアリア」發售。
- 7月23日-大阪市内的CD店開始舉辦商店活動、在專輯紀錄中，LENA以「個人因素」作了退出的發表。
- 8月-與D'espairsRay聯合舉辦「月下双影」開始。
- 9月26日-TOUR2005「Sub Rosa 〜薔薇の名の下に集え〜」開始。初日SHIBUYA-AX。
- 9月28日-1st Full album「The name of the ROSE」發售。
- 12月5日-Tsunehito加入。

2006
- 2月8日-「The name of the ROSE」普通盤發售。
- 3月-3rd ANNIVERSARY ONEMAN TOUR 2006「Ultimate lover」開始。
- 5月3日-「PARADOX」「夢なりし空中庭園」普通盤發售。
- 5月21日-TOUR FINAL日本青年館開始。
- 7月12日-Ruiza SOLO CD「amenity gain」發售。
- 7月-東名阪2days ONEMAN TOUR「from Dusk till Dawn」開始。
- 8月3日-單曲「太陽を葬る日」發售。
- 9月20日-ASAGI SOLO CD 「Corvinus（コルヴィヌス）」Eau de toilette 「Corvinus（コルヴィヌス）」同時發售。
- 10月-ONEMAN TOUR2006「Tafel Anatomie」を開始。
- 10月18日-2nd Full album「Tafel Anatomie」發售。
- 12月6日-TOUR FINAL涩谷公会堂で開始。
- 12月7日-正式的粉絲官方後援會「Ultimate lover」成立。

2007
- 2月-東名阪ONEMAN TOUR2007 「Another face」開始。
- 4-5月-第一次的HALL TOUR「Dearest you」TOUR2007開始。
- 8月-ONEMAN TOUR 「Neo culture」開催、終場於日比谷野外音楽堂舉行。
- 11月-3rd Full album「Neo Culture〜Beyond the World」發售。
- 11月〜12月-TOUR「Neo Culture〜Beyond the World」開始、FINAL在Zepp TokyoONEMAN。

2008
- 2月23日開始-INDIES LAST TOUR「Follow Me」開催。
- 5月5日-TOUR FINAL赤坂BLITZ開催。
- 5月7日-主流單曲第一彈「BIRTH」發售。
- 7月19日-abingdon boys school「MATCH UP'08」出演。
- 8月2日-主流首次登台紀念新木場スタジオコースト開始。
- 9月3日-主流2nd單曲「闇の国のアリス/波紋」發售。
- 9月21日-巡迴「Alice in Dark edge」開始、終場在涉谷C.C.Lemon大廳舉行。

2009
- 1月21日-主流3rd單曲「Snow White」發售。
- 2月25日-主流1st專輯「Genetic World」發售。
- 9月23日-主流4th單曲「Tightrope」發售。
- 12月2日-主流5th單曲「Day by Day」發售。

2010
- 1月17日-在名古屋ELL的粉絲後援會限定公演中、ASAGI因過勞身體不適，在舞台上昏倒造成演出中止。
- 1月24日大阪ミューズホール・1月31日恵比寿リキッドルーム預定的粉絲後援會限定公演-為了療養中的ASAGI，所以是以四位團員出席的方式進行。
- 3月10日-主流6th單曲「風がめくる頁」發售。
- 3月24日-主流2nd專輯「7th ROSE」發售。
- 3月31日-1st影像片段集 「D 1st Video Clips」發售。
- 7月28日-主流7th單曲「赤き羊による晩餐会」發售與HPQ轉移。
- 11月17日-主流8th單曲「In the name of justice」發售。

2011
- 1月12日-主流3rd專輯「VAMPIRE SAGA」發售。
- 1月26日-翻唱專輯「CRUSH!-90's V-Rock best hit cover songs-」將MALICE MIZER的"月下の夜想曲"翻唱。
- 4月27日-LIVE DVD「D Tour 2010 In the name of justice FINAL DVD」發售。
- 5月7日〜5月22日、在歐洲完成初次海外TOUR「VAMPIRE SAGA in Europe 〜Path of the Rose〜」
- 6月10-12日、在美國德州參與「A-KON」演出。
- 6月30日-與AVEX和SMILE COMPANY終止合同，並且回到地下活動，ASAGI自主事務所「GOD CHILD RECORDS」復活。
- 7月28日-會場與通販限定單曲『鳥籠御殿 〜L' Oiseau bleu〜』發售。
- 8月27日-D official FACEBOOK page 開始。
- 8月31日-U STREAM在D tour 2011『鳥籠御殿 L'Oiseau bleu』東京公演終場作網路上全世界直播。
- 10月31日-『D Tour 2011 VAMPIRE SAGA Path of the Rose Memorial Book』在『Music Japan Plus Store』和『Cool Japan Store』數量限定通販予定。
- 11月11-12日-在美國洛杉磯機場希爾頓酒店參與「Pacific Media Expo 2011」演出。
- 11月21日-會場與通販限定迷你專輯 『皇帝（ファンディー）～闇に生まれた報い～』發售。
- 11月24日-『D TOUR 2011 Legend of 黒竜『皇帝（ファンディー）～闇に生まれた報い～』開催。終場在

12月29日SHIBUYA-AX舉行 。
2012
- 1月10日-通販限定新春福袋發售。
- 2月13日-FC 「Ultimate lover」 發足5周年記念特別企劃、FC限定音源『Ultimate lover』、『Nyanto-shippo"De"!?』發售
- 2月17日-FC 「Ultimate lover」 發足5周年記念特別企劃、東名阪3Days in大阪-第１彈、D OFFCIAL FAN CLUB主催「Ultimate lover第十七夜」在江坂MUSE公演。
- 2月18日-FC 「Ultimate lover」 發足5周年記念特別企劃、東名阪3Days in大阪-第２彈、２shot撮影會在Chisun Hotel 心斎橋「第一會議室」開催。
- 2月19日-FC 「Ultimate lover」  發足5周年記念特別企劃、東名阪3Days in大阪-第３彈、【日歸Bus Tour淡路島之旅】開催。
- 2月24日-FC 「Ultimate lover」  發足5周年記念特別企劃、東名阪3Days in名古屋-第１彈、D OFFCIAL FAN CLUB主催「Ultimate lover第十八夜」在名古屋ell.FITS ALL公演。
- 2月25日-FC 「Ultimate lover」 發足5周年記念特別企劃、東名阪3Days in名古屋-第２彈、２shot撮影會在Princess Garden Hotel 名古屋開催。
- 2月26日-FC 「Ultimate lover」 發足5周年記念特別企劃、東名阪3Days in名古屋-第３彈、【日歸Bus Tour.南知多之旅】開催。
- 3月2日-FC 「Ultimate lover」 發足5周年記念特別企劃、東名阪3Days in東京-第１彈、D OFFCIAL FAN CLUB主催「Ultimate lover第十九夜」在東京恵比壽LIQUID ROOM公演予定。
- 3月3日-FC 「Ultimate lover」 發足5周年記念特別企劃、東名阪3Days in東京-第２彈、２shot撮影會在角筈区民HALL新宿開催。
- 3月4日-FC 「Ultimate lover」 發足5周年記念特別企劃、東名阪3Days in東京-第３彈、【日歸Bus Tour.房總之旅】開催。
- 4月2日-大阪BIG CAT「Mad tea party vol.23」開催。
- 4月3日-名古屋E.L.L「Mad tea party vol.24」開催。
- 4月8日-横浜BLITZ「Mad tea party vol.25」開催。
- 4月21日-5月9日-D第2次歐洲海外TOUR9個國家,包括意大利,西班牙和比利時等...13個城市開催。
- 5月17日-5月21日-D第1次南米TOUR,在阿根廷,巴西和智利開催。
- 5月25日-海外向的官方後援會網站「Ultimate lover Global」成立。